# Helicia graciliflora
Helicia graciliflora är en tvåhjärtbladig växtart som beskrevs av Merrill. Helicia graciliflora ingår i släktet Helicia och familjen Proteaceae. Inga underarter finns listade i Catalogue of Life.